# Enrico Bastiani
Enrico Bastiani (Livorno, 18 agosto 1938) è un ex calciatore italiano.

## Carriera

### Giocatore
Esordisce a livello professionistico nella stagione 1957-1958 all'età di diciannove anni con la maglia del Prato, con cui disputa il campionato di Serie B alternandosi tra i pali con il più esperto Doriano Carlotti. Rimane con i toscani anche nella stagione 1958-1959, sempre nella serie cadetta. Nell'arco dei due campionati gioca complessivamente 15 partite in Serie B, ed a fine anno dopo la retrocessione in Serie C dei toscani lascia la squadra. Nella stagione 1961-1962 gioca 23 partite in Serie C con la maglia del Trapani, che veste anche nella stagione 1962-1963 disputando 34 incontri di terza serie. A fine anno i siciliani lo cedono al Siena, dove il portiere nella stagione 1963-1964 disputa 33 partite subendo 28 reti; nella stagione 1964-1965 subisce invece 22 gol in 28 partite, mentre nella stagione 1965-1966, la sua ultima in bianconero, difende la porta toscana in 30 partite subendo 18 reti, per un totale di 91 presenze e 68 gol subiti in Serie C con la squadra toscana. Nel corso della stagione 1965-1966 rimane inoltre per un periodo di complessivi 1065 minuti di gioco (ovvero poco più di dodici partite consecutive) senza subire reti, stabilendo così il record di imbattibilità nella storia del campionato italiano di terza serie, che verrà battuto tre anni più tardi da Marcello Trevisan della Massese (1073 minuti). All'inizio della stagione 2014-2015, i suoi 1054 minuti senza gol subiti sono ancora la quinta striscia di imbattibilità di tutti i tempi (il primo posto è occupato da Emmerich Tarabocchia, capace di resistere per 1791 minuti senza subire gol nella stagione 1974-1975). Nell'estate del 1966 passa al Taranto, sempre in Serie C; il suo esordio con la squadra pugliese è datato 25 settembre 1966, e coincide con la vittoria casalinga per 4-1 contro il Trani nella prima giornata di campionato; nel corso dell'annata Bastiani gioca regolarmente da titolare, subendo complessivamente 22 gol in 31 partite. Rimane al Taranto anche nella stagione 1967-1968, durante la quale mantiene il posto da titolare (31 presenze e 19 gol subiti) per poi essere ceduto a fine anno alla Reggiana, formazione di Serie B.
Nella stagione 1968-1969 fa sostanzialmente da riserva a Lamberto Boranga, riuscendo comunque a disputare due partite in Coppa Italia e 6 partite in campionato (con 5 reti al passivo, una delle quali costituita da un suo autogol). Gli emiliani si salvano e lo riconfermano per la stagione 1969-1970, nella quale visto il passaggio di Boranga in prestito al Brescia riesce a giocare regolarmente da titolare, con 2 presenze in Coppa Italia e 33 presenze con 26 gol al passivo in campionato, che si conclude con la retrocessione della squadra nel successivo campionato di Serie C. A fine anno Bastiani lascia la Reggiana, con un bilancio complessivo di 33 gol subiti in 43 presenze, 39 delle quali in Serie B, categoria in cui in carriera ha giocato complessivamente 54 partite.
Nell'estate del 1970 passa in Serie C al Cosenza, di cui difende la porta anche nelle stagioni 1971-1972 e 1972-1973, tutte in Serie C, per un totale di 53 partite di campionato disputate con la maglia della società calabrese.
A fine anno si ritira dal calcio giocato dopo sedici stagioni, tutte da professionista, con un bilancio totale di 54 presenze in Serie B e 273 presenze in Serie C.

### Allenatore
Dopo il ritiro è diventato allenatore, lavorando come vice del Brindisi in Serie B nella stagione 1974-1975; nella stagione 1979-1980 ha allenato il Barletta in Serie C2, salvo poi venire sostituito a stagione in corso dalla coppia Margiotta-Di Paola. Ha allenato in Serie C2 anche nella parte finale della stagione 1982-1983, quando ha sostituito Pietro Fontana (che aveva a sua volta sostituito Paolo Franzoni) sulla panchina della Gioventù Brindisi, di cui non è riuscito ad evitare la retrocessione nel Campionato Interregionale; nella stagione 1983-1984 ha allenato il Francavilla, nella Promozione pugliese. Nella parte finale della stagione 1990-1991 sostituisce Antonio La Palma sulla panchina del Brindisi in Interregionale; allena la squadra pugliese anche nella stagione 1992-1993 nel Campionato Nazionale Dilettanti.
Nel 2012 ha aperto una scuola per portieri a Brindisi.